# Цихладусы
Цихладусы (лат. Cichladusa) — род воробьиных птиц из семейства мухоловковых. Ранее относили к семейству дроздовых (Turdidae). На основании результатов молекулярно-филогенетических исследований были переведены в семейство мухоловковых. Распространены в Африке южнее Сахары. Родовое название от др.-греч. κιχλη — дрозд и  др.-греч. αδουσα — певец.
Небольшие мухоловки длиной 16–18 см и массой от 17 до 38 г.

## Список видов
В состав рода включают три вида:
- Cichladusa arquata Peters, 1863 — Ошейниковая цихладуса
- Cichladusa ruficauda (Hartlaub, 1857) — Рыжехвостая цихладуса
- Cichladusa guttata (Heuglin, 1862) — Пятнистая цихладуса